# Kinderhaus Friedenau
Der Kinderhaus Friedenau e. V. war Träger der ersten integrativen Kindertagesstätte (Kita) in Berlin und dem deutschsprachigen Raum. Diesem Beginn folgte die bundesweite Entwicklung. In Berlin setzten sich die Eltern, deren Kinder seit 1972 im Kinderhaus Friedenau gemeinsam gespielt, gelernt und gelebt hatten, für die Weiterführung der Erfahrung von Gemeinsamkeit in der Grundschule ein. Seit 1975 wurden dann in der Berliner Fläming-Grundschule  Integrationsklassen eingerichtet.
Seit 1972 gibt es Integrationsgruppen des Kinderhauses Friedenau, in denen Kinder mit und ohne Behinderung gemeinsam erzogen werden. Von den rund 120 Kindern (Stand: 2013) in neun Gruppen haben etwa 20–25 Prozent einen sonderpädagogischen Förderbedarf.

## Geschichte
Ende der 1960er Jahre gründete der Kinderarzt Bahram Karimi im West-Berliner Ortsteil Friedenau ein Zentrum zur Früherfassung und Frühbehandlung cerebral bewegungsgestörter Kinder. Dieses Zentrum diente in erster Linie der ambulanten Behandlung. 1972 gab es einige Eltern behinderter Kinder, die fanden, dass krankengymnastische Behandlung allein nicht ausreicht. Deshalb legten die Eltern im Mai 1972 dem Berliner Senat ein methodisches, finanzielles und personelles Grundkonzept vor, in dem die Notwendigkeit von therapeutischen Gruppen mit behinderten und nichtbehinderten Kindern begründet wurde.
Als das Konzept der Eltern im Mai 1972 zur Entscheidung vom Senat bearbeitet wurde, arbeiteten bereits zwei Gruppen. Die Eltern hatten einen Laden in Friedenau gemietet, ihn in Wochenend- und Feierabendeinsätzen für die Bedürfnisse der Kinder umgebaut und sich bereits an die Erarbeitung eines gemeinsamen Erziehungskonzeptes gemacht. Die finanzielle Situation war noch nicht gesichert und der Spiegel beurteilte die damalige Situation so: „Ohne finanzielle Unterstützung ist das Projekt zum Scheitern verurteilt.“ Nachdem die Eltern vor dem Gebäude der Jugendsenatorin demonstrierten, wurde die finanzielle Unterstützung zugesichert und das Haus in der Hedwigstraße 13 in Berlin-Schöneberg (nahe der Ortsteilgrenze zu Friedenau) konnte als Kinderhaus bezogen werden.
Im Jahr 1975 beschäftigte sich die Mitgliederversammlung des Kinderhauses erstmals mit dem Problem der Beschulung der Kinderhausgruppen. Insbesondere wurde die im Jahr 1973 herausgegebene Empfehlung der Bildungskommission des Deutschen Bildungsrates diskutiert, in der es unter anderem heißt, dass „Zentren zur Frühförderung eingerichtet werden sollen“ und weiterhin eine verstärkte Vorschulausbildung behinderter Kinder zusammen mit Förderkursen und Förderstunden die Integration in die Regelschule befördern sollte. Am 6. Februar 1975 wandte sich das Kinderhaus mit einem Brief an die in der Nähe gelegene Fläming-Grundschule mit der Bitte um Zulassung der ersten Gruppe, die schulpflichtig wurde, zum Vorschulunterricht ab Herbst 1975.
Im März 1975 wurde dann endgültig vom Kinderhaus ein Schulkonzept an den Schulbehörden in Berlin vorgelegt, in dem es heißt: 

„Grundlage des Schulkonzepts ist die Einsicht, dass eine sozialintegrative Erziehung ihrem Anspruch nur gerecht wird, wenn sie nicht auf Einzelbereiche des gesellschaftlichen Zusammenseins (wie Kindergartenzeit, Freizeitbeschäftigung) beschränkt bleibt, sondern wenn tendenziell alle Umwelterfahrungen gemeinsam gemacht werden können. Damit muss es natürlich das Ziel sein, diesen integrativen Prozess auch in der Schule weiterzuführen.“

Nach einigen Verhandlungen mit den Gremien der Schulbehörde konnte die erste Gruppe des Kinderhaus Friedenau mit Zustimmung der Schulleitung die Fläming-Grundschule besuchen. Nach Beendigung der Vorklasse wurde dieser Gruppe der weitere Besuch der Schule mit dem Hinweis verweigert, dass eines der (behinderten) Kinder nicht in die Klasse passe. Die behinderten Kinder mussten nach der Vorklasse auf eine Sondereinrichtung wechseln. Die Eltern des Kinderhauses setzten ihre Bemühungen fort und erreichten für den nächsten Jahrgang eine Zusage des Senats für die Einrichtung einer Integrationsklasse an der Fläming-Grundschule. Im Jahr 1978 stellte ein Gutachten der Schulpsychologischen Beratungsstelle die Integrationsklassen in Frage, weil es feststellte, dass „geistig“ behinderte Kinder nicht in eine Regelschule, sondern in eine Sonderschule gehörten. Die Eltern des Kinderhauses Friedenau holten ein Gegengutachten ein und setzten sich mit Flugblättern für den Erhalt der Integrationsklassen an der Fläming-Grundschule ein und erreichten schließlich die Zustimmung beim zuständigen Schulrat in Berlin.
Die Eltern des Kinderhaus Friedenau haben durch ihren Einsatz erreicht, dass in der Fläming-Grundschule die ersten Integrationsklassen in Deutschland an einer staatlichen Schule eingerichtet wurden.
Bis zum Jahr 1978 gab es das Kinderhaus Friedenau lediglich als Kita in Berlin. Der Verein als Träger des Kinderhauses wurde im Jahr 1978 gegründet. Die Satzung des Vereins wurde am 2. Juni und am 8. November 1978 errichtet und am 6. Februar 1979 im Vereinsregister des Amtsgerichts Charlottenburg (VR 5891 Nz) eingetragen.
Zum 1. Februar 2014 übergab der Kinderhaus Friedenau e. V. alle seine Einrichtungen in die Trägerschaft des Nachbarschaftheims Schöneberg.